# 8736 Shigehisa
8736 Shigehisa este un asteroid din centura principală, descoperit pe 9 ianuarie 1997, de Takao Kobayashi.